# پرنده دریایی

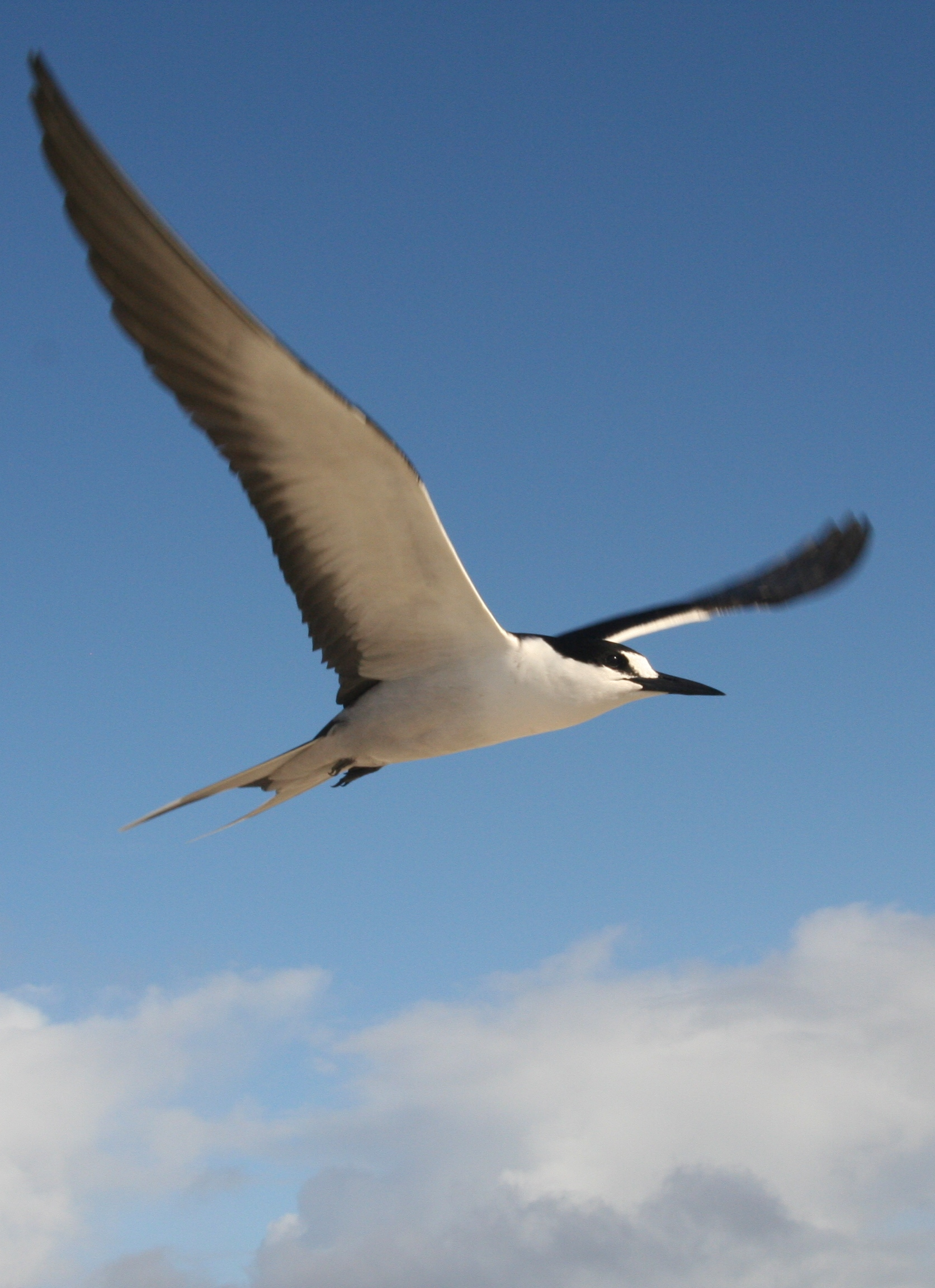
پرستوی پشت‌سیاه، پرنده‌ای دریایی و هوایی است که ماه‌ها بر فراز دریا پرواز می‌کند و تنها برای زادآوری به خشکی باز می‌گردد.

پرندگان دریایی (به انگلیسی: Seabirds، Marine bird) پرندگانی هستند که با زندگی در محیط دریایی سازگاری یافته‌اند.